# داود الزير
داود حسن محمد الزير (وُلد في عام 1939 في بيت لحم) سياسي وبرلماني فلسطيني، كان عضوًا في المجلس التشريعي الفلسطيني الأول بين عامي 1996 و2006، بعدما ترشح في الانتخابات العامة الفلسطينية عام 1996 بصفة مستقل في دائرة محافظة بيت لحم وحصل على 9,531 صوتًا.